# Operation Dragon Rouge
Operation Dragon Rouge var en gisslanräddning i den Demokratiska republiken Kongo genomförd av Belgien och USA 1964. Operationen var ledd av belgiska kommandosoldater för att rädda gisslan som hölls fångna av Simbarebeller i Stanleyville.

## Bakgrund
År 1964 hade centralregeringen i Léopoldville, med stöd från diverse västmakter, lyckats undertrycka det kommuniststödda Simbaupproret. I rädsla för ett nederlag tog rebellerna gisslan av den lokala vita befolkningen i områden under sin kontroll. Den 28 oktober arresterade Simbarebellerna alla belgiska och amerikanska invånare i Stanleyville. Flera hundra gisslan sattes under bevakning på Victoria Hotel i Stanleyville.
Centralregeringen i Léopoldville vädjade om stöd från Belgien och USA. Som svar skickade den belgiska armén en insatsstyrka till Léopoldville som blev lufttransporterad av den amerikanska 322:a luftdivisionen. Washington och Bryssel jobbade gemensamt på en räddningsplan. Man övervägde fler idéer samtidigt som alla försök till förhandling med Simbarebellerna misslyckades.

## Operationen
Den belgiska insatsstyrkan leddes av överste Charles Laurent. På morgonen den 24 november 1964 flögs 320 belgiska fallskärmsjägare in av amerikanska C-130 Hercules-plan till Stanleyvilles flygfält. När fallskärmsjägarna hade säkrat flygfältet tog de sig till Victoria Hotel, där de hindrade de flesta av de 60 gisslan från att mördas av Simbarebellerna, innan de evakuerade gisslan via flygfältet.
Klockan 07:00 samlade Simbarebellerna ihop gisslan på Residence Victoria och beordrades att gå ut på gatan. Omkring 50 gisslan hade barrikaderat sig på sina rum efter att ha hört order på Radio Stanleyville kl. 06:30 att alla utlänningar skulle dödas. De flesta lydde genom att ge sig ut på gatan när de skulle bege sig till flygfältet. Efter en kort marsch, när Simbarebellerna fick reda på att Stanleyvilles flygplats hade ockuperats av belgiska trupper, beordrade man gisslan att slå sig ned på gatan. Efter några minuter, när man hörde skottlossningar i närheten, öppnade man eld mot belgierna och amerikanerna. Fallskärmsjägartrupperna ingrep och fick kontroll över situationen genom att döda eller driva bort Simbarebeller; av de 250 gisslan som hade samlats ihop av rebellerna var 18 redan döda och 40 svårt sårade.
Paul Carlson, en amerikansk medicinsk missionär, var en av de som miste sitt liv under räden. Omkring 1 600 utländska medborgare och 150 kongoleser evakuerades. Förutom de som miste livet under räden hade Simbarebellerna hunnit döda flera gisslan redan när de belgiska trupperna anlände. Bland offren var många olika missionärer, så som bröderna Dox. Fram till mitten av december, ungefär en månad efter Operation Dragon Rouge, hade totalt 185 utländska gisslan, tillsammans med några tusen kongolesiska civila, avrättats av Simbarebellerna efter att ha blivit kvarlämnade i olika Simbakontrollerade områden runt om i Kongo.

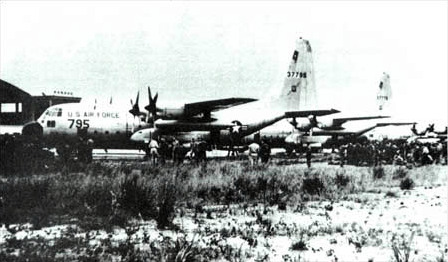
Transportflyg på Kaminas flygplats innan flygningen till Stanleyville
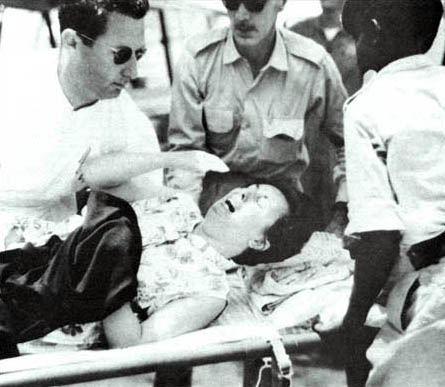
En av gisslan evakueras med flygplan
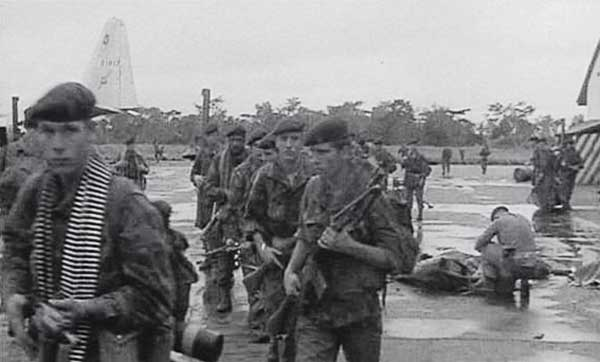
Belgiska fallskärmsjägare på Stanleyvilles flygplats efter operationen
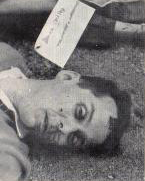
Paul Carlsons döda kropp